# Richard Hurndall
Richard Gibbon Hurndall (3 de noviembre de 1910 - 13 de abril de 1984) fue un actor inglés.

## Biografía

### BBC Radio
Hurndall nació en Darlington y asistió a la Claremont Preparatory School en Darlington y al Scarborough College, antes de formarse como actor en la Royal Academy of Dramatic Arts. Después apareció en varias obras en Stratford-upon-Avon. Hurndall actuó con la compañía de radioteatro de repertorio de la BBC de 1949 a 1952.

### Radio Luxembourg
En 1958 se convirtió en el tercer presentador del programa de Radio Luxembourg titulado This I Believe. Este programa lo había presentado originalmente Edward R. Murrow en los Estados Unidos, en la radio de la CBS de 1951 a 1955 y después se editó en Londres con un estilo de presentación más británico.

### Trabajo en televisión
Hurndall apareció en varias obras de teatro y radioteatro, películas y series de televisión a lo largo de su carrera, incluyendo Los Vengadores, The Persuaders, Blake's 7, Whodunnit! y Bergerac. Interpretó al gánster cortés londinense Mackelson en la serie de 1968 Spindoe, tuvo un papel recurrente en la última temporada de The Power Game e hizo un giro camp como el anticuario gay que se queda fascinado por Harold Steptoe en la comedia Steptoe and Son. Apareció dos veces en la serie Public Eye, interpretando a un distinguido entomólogo que no logra encontrar a su hijo perdido en The Golden Boy (1973), y a un sacerdote en How About a Cup of Tea? (1975).

### Doctor Who
En 1983, para celebrar el 20 aniversario de la longeva serie de ciencia ficción Doctor Who, el productor John Nathan-Turner planeó un evento especial, The Five Doctors, un episodio de 90 minutos en el que aparecerían cuatro de los cinco actores que habían interpretado al Doctor hasta la fecha.
William Hartnell, el intérprete del Primer Doctor, había muerto en 1975. El consultor oficial de los fanes del programa, Ian Levine, había visto a Hurndall en Blake's 7, otra serie de ciencia ficción de la BBC, y se lo sugirió a los productores como posible reemplazo. Hurndall al final consiguió el papel, interpretándolo como alguien acérbico y temperamental, pero en cierta forma más sabio que sus sucesores (a pesar de que, como la primera encarnación, también era cronológicamente el más joven). Cuando Tom Baker, intérprete del Cuarto Doctor, decidió no aparecer en el programa, el papel de Hurndall se extendió bastante, haciendo que el Primer Doctor tomara un papel mucho más protagonista en la acción.

## Fallecimiento
Richard Hurndall falleció de un ataque al corazón a los 73 años en Londres, menos de cinco meses después de la primera emisión de The Five Doctors. Muchas fuentes, incluyendo la autobiografía de Elisabeth Sladen, han sugerido que murió antes de que le pagaran por ese papel.